# Edition C (Kunstbuchverlag)
Die Edition C ist ein 1978 gegründeter Schweizer Kunstbuch-Verlag mit Sitz in Zug.

## Geschichte
Die Edition C ist aus der 1978 gegründeten Edition Cartoons & Comics hervorgegangen. Dort sind unter anderem die Bücher der Schweizer Cartoonisten Werner Nydegger und Mario Grasso, Werke des Karikaturisten Nico und Comicstrips von Peter Hürzeler erschienen. Später kamen Bilderbücher und ab 1984 die Kunstbücher des Schweizer Surrealisten, Malers, Skulpteurs, Architekten, Designers und Oscar-Preisträgers HR Giger (Alien – Das unheimliche Wesen aus einer fremden Welt) sowie ab 1994 die Bildbände des deutschen Malers Sebastian Krüger hinzu, der in seinen visuell und psychologisch explosiven Bildern häufig Weltstars wie die Rolling Stones und Persönlichkeiten des öffentlichen Lebens porträtiert. Die Originalausgaben der bei der Edition C erschienenen Bücher liegen auch in amerikanischen (Morpheus Int., Las Vegas), englischen (Titan Books, London) und japanischen (Treville, Tokio) Lizenzausgaben vor.
In Deutschland, Österreich und der Schweiz werden die Bücher der Edition C seit 1985 vom Lappan Verlag ausgeliefert.